# Tifisuín
Tifisuín (en árabe: تيفزوين‎, en francés: Tifziouine) es una localidad marroquí, perteneciente a la comuna rural de Tasaguín de la provincia de Driuch, en la región Oriental. Desde 1912 hasta 1956 perteneció a la zona norte del Protectorado español de Marruecos.